# مارك بريان (عازف قيثارة)
مارك بريان (بالإنجليزية: Mark Bryan)‏ هو عازف مندولين وعازف قيثارة أمريكي، ولد في 6 مايو 1967.

## وصلات خارجية
- مارك بريان على موقع IMDb (الإنجليزية)
- مارك بريان على موقع ميوزك برينز (الإنجليزية)
- مارك بريان على موقع أول ميوزيك (الإنجليزية)
- مارك بريان على موقع ديسكوغز (الإنجليزية)